# Gheorghe Mureşan
Gheorghe Dumitru Mureșan (pronúncia romena:  [ˈɡe̯orɡe mureˈʃan] ; nascido em 14 de fevereiro de 1971), também conhecido como "Ghiță", é um ex-jogador de basquete profissional romeno. Com 2,31m, ele é empatado com Manute Bol o jogador mais alto que já jogou na NBA.

## Carreira no basquete
Ele jogou basquete competitivo na Universidade de Cluj . Ele jogou profissionalmente na liga francesa com o Pau-Orthez durante a temporada 1992-93 e foi um sucesso instantâneo com os fãs. Ele foi selecionado pela franquia da NBA Washington Bullets no draft de 1993 da NBA . [3] Ele jogou na NBA de 1993 a 2000, mostrando sinais de uma carreira promissora que foi prejudicada por lesões. Sua melhor temporada veio na campanha de 1995-1996, quando ele teve uma média de 14,5 pontos por jogo.
Mureșan foi eleito o Jogador Mais Melhorado da NBA para a temporada 1995-96, com uma média de 14,5 pontos, 9,6 rebotes, 2,26 bloqueios por jogo e 58,4% de seus gols. Ele liderou em porcentagem de meta de campo novamente na temporada seguinte, com uma média de 60,4%. No geral, ele possui médias de carreira de 9,8 pontos, 6,4 rebotes, 0,5 assistências, 1,48 bloqueios por jogo e uma porcentagem de gols de 0,573. Ele se juntou ao New Jersey Nets para os 31 jogos finais de sua carreira. Depois de terminar sua carreira na NBA, Mureșan teve outro período na liga francesa antes de retornar aos Estados Unidos com sua família. Ele normalmente usava o número 77, em referência à sua altura.
Em 11 de março de 2007, Mureșan jogou um jogo para o Maryland Nighthawks como parte da mais alta formação na história do basquete. [4] Este foi o único jogo de basquete que Mureșan já jogou, onde ele não era a pessoa mais alta na quadra, já que Sun Mingming tem 2,36 m.